# Lasse Lasse lille
|  | Denne artikel er oprettet af botten PalnaBot ud fra en ekstern database. Den kan derfor have sproglige fejl eller mangler. Denne skabelon kan fjernes efter kontrol af indholdet. |

Lasse Lasse lille er en kortfilm fra 1993 instrueret af Mette Knudsen efter manuskript af Mette Knudsen.

## Handling
Det er ikke altid let at være udearbejdende mor. Lasse græder, når man forlader ham i børnehaven, og man er selv træt, når man igen - som den sidste - afhenter ham allersidst på eftermiddagen. Og så er man i fuld gang med en karriere som fødselslæge!! Med varme og medfølelse skildrer filmen i smukke, poetiske tableauer et evigt gentagende hverdagsdrama, der på sin egen indtrængende måde bliver til et spørgsmål om, hvordan vi prioriterer det bedste, som vi har: Børnene.